# Michaił Popkow
Michaił Daniłowicz Popkow (ros. Михаил Данилович Попков, ur. 14 listopada 1924 we wsi Astapowa Słoboda w obwodzie kałuskim) – radziecki generał pułkownik.

## Życiorys
W 1941 ukończył szkołę średnią, od marca 1942 służył w Armii Czerwonej, brał udział w wojnie ZSRR z Niemcami m.in. jako zastępca politruka kompanii, w 1943 został członkiem WKP(b). Od 1943 funkcjonariusz partyjno-polityczny w Armii Czerwonej, 1950 ukończył Wojskową Akademię Polityczną im. W.I. Lenina, a 1966 Wojskową Akademię Sztabu Generalnego Sił Zbrojnych ZSRR. W 1979 otrzymał stopień generała pułkownika, 1980-1989 był członkiem Rady Wojskowej - szefem Zarządu Politycznego Wojsk Lądowych ZSRR, następnie na emeryturze. Od 3 marca 1981 do 2 lipca 1990 zastępca członka KC KPZR. Deputowany do Rady Najwyższej ZSRR 11 kadencji. Honorowy obywatel miasta Juchnow.

## Odznaczenia
- Order Lenina
- Order Rewolucji Październikowej
- Order Czerwonego Sztandaru (dwukrotnie)
- Order Wojny Ojczyźnianej (dwukrotnie)
- Order Czerwonej Gwiazdy (dwukrotnie)

I 35 medali.